# Étoile Football Club Fréjus Saint-Raphaël
El Estrella Football Club Fréjus Saint-Raphaël, referido comúnmente como Fréjus Saint-Raphaël, Étoile FC, o simplemente Fréjus, es un club de fútbol francés, de la ciudad de Fréjus en Provenza-Alpes-Costa Azul. Fue fundado en el 2009 como resultado de la fusión de los clubes Étoile sportive fréjusienne y el Stade raphaëlois; actualmente juega en el Championnat National 2, cuarta categoría del fútbol francés.
El equipo juega de local en el Stade Louis-Hon en Fréjus, nombrado en honor al exfutbolista y entrenador Louis Hon.